# Verel-de-Montbel
Pour les articles homonymes, voir Verel et Montbel.
Verel-de-Montbel est une commune française située dans le département de la Savoie, en région Auvergne-Rhône-Alpes.

## Géographie

### Situation et description
La commune est située au pied des falaises du Banchet, fait partie de l'Avant-pays savoyard, prolongeant le massif du Jura. Elle est traversée par l'autoroute A43 jusqu'à l'entrée du tunnel de Dullin.

## Urbanisme

### Typologie
Au 1er janvier 2024, Verel-de-Montbel est catégorisée commune rurale à habitat dispersé, selon la nouvelle grille communale de densité à sept niveaux définie par l'Insee en 2022.
Elle est située hors unité urbaine. Par ailleurs la commune fait partie de l'aire d'attraction de Chambéry, dont elle est une commune de la couronne,. Cette aire, qui regroupe 115 communes, est catégorisée dans les aires de 200 000 à moins de 700 000 habitants,.

### Occupation des sols
L'occupation des sols de la commune, telle qu'elle ressort de la base de données européenne d’occupation biophysique des sols Corine Land Cover (CLC), est marquée par l'importance des territoires agricoles (83,6 % en 2018), une proportion identique à celle de 1990 (83,6 %). La répartition détaillée en 2018 est la suivante : 
prairies (36,1 %), zones agricoles hétérogènes (32,8 %), forêts (16,4 %), terres arables (14,7 %).
L'IGN met par ailleurs à disposition un outil en ligne permettant de comparer l’évolution dans le temps de l’occupation des sols de la commune (ou de territoires à des échelles différentes). Plusieurs époques sont accessibles sous forme de cartes ou photos aériennes : la carte de Cassini (XVIIIe siècle), la carte d'état-major (1820-1866) et la période actuelle (1950 à aujourd'hui).

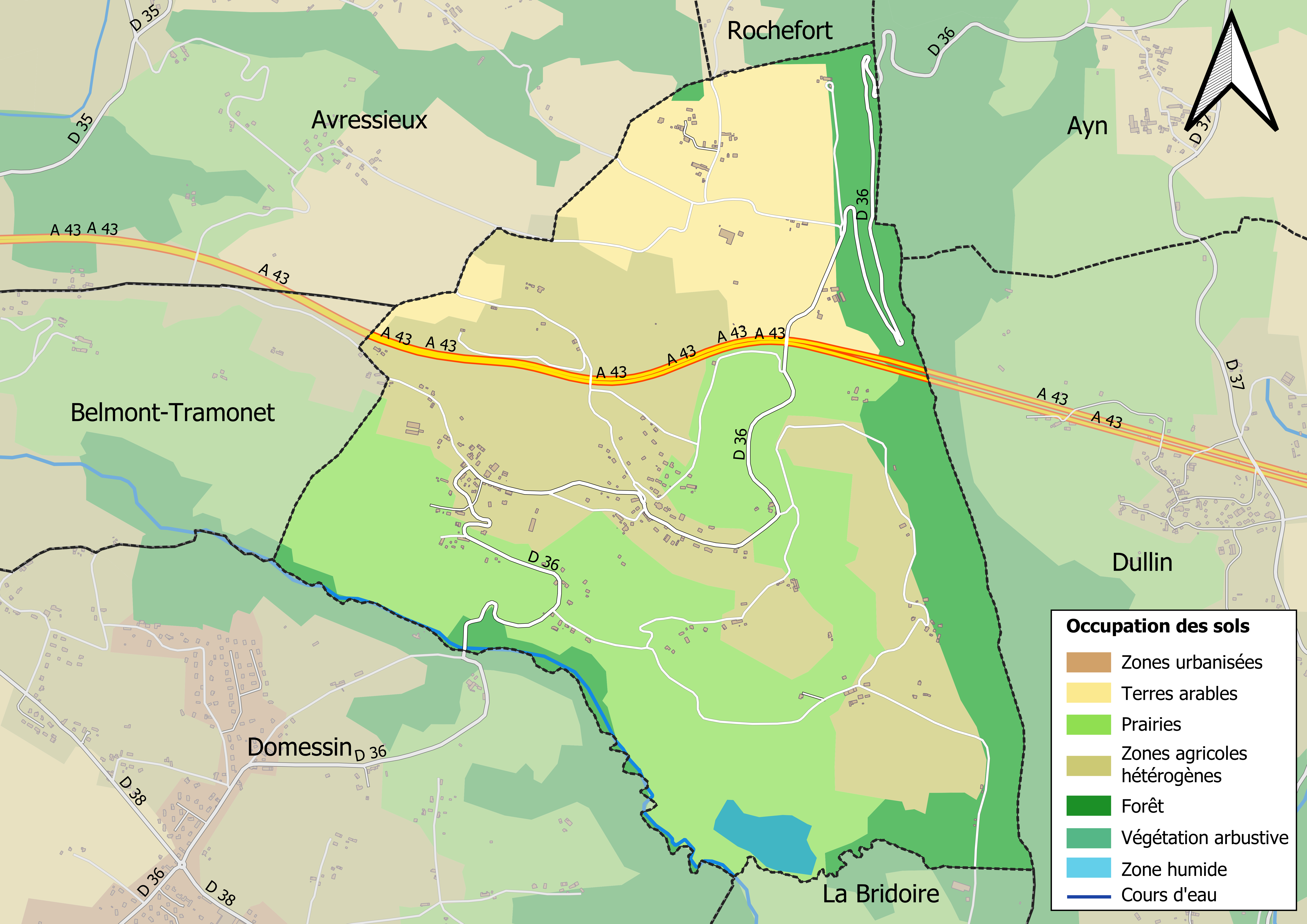
Carte des infrastructures et de l'occupation des sols en 2018 (CLC) de la commune.
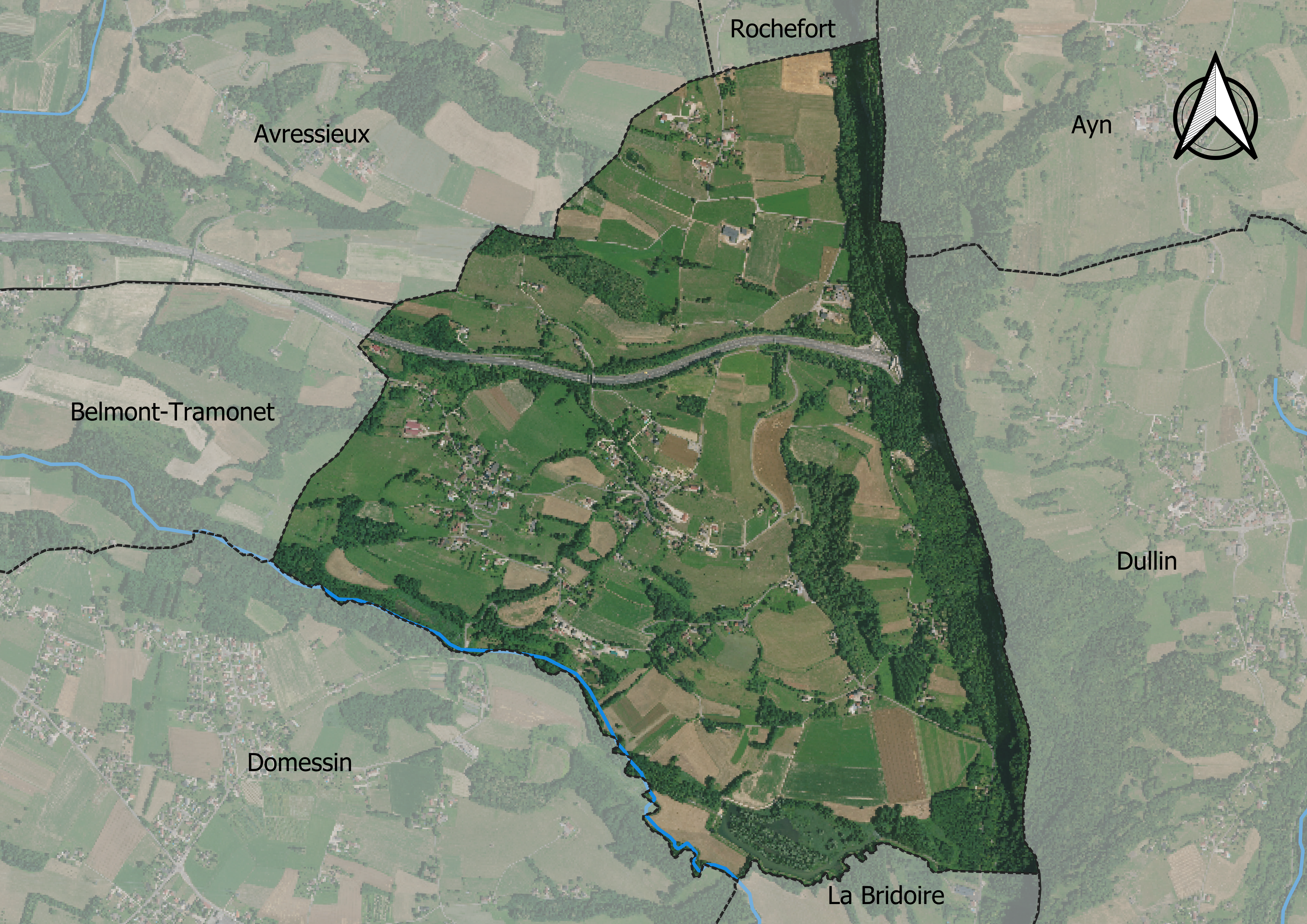
Carte orthophotogrammétrique de la commune.

## Toponymie
En francoprovençal, le nom de la commune s'écrit Verè, selon la graphie de Conflans.

## Histoire
Au cours de la période d'occupation du duché de Savoie par les troupes révolutionnaires françaises, à la suite du rattachement de 1792, la commune appartient au canton de Pont-de-Beauvoisin, au sein du département du Mont-Blanc.

## Politique et administration

### Liste des maires
| Période                                  | Période   | Identité            | Étiquette | Qualité |
| ---------------------------------------- | --------- | ------------------- | --------- | ------- |
| mars 2001                                | mars 2008 | Margueritte Lacombe | ...       | ...     |
| mars 2008                                | En cours  | Paul Berthier       | ...       | ...     |
| Les données manquantes sont à compléter. |           |                     |           |         |

## Population et société

### Démographie
L'évolution du nombre d'habitants est connue à travers les recensements de la population effectués dans la commune depuis 1793. Pour les communes de moins de 10 000 habitants, une enquête de recensement portant sur toute la population est réalisée tous les cinq ans, les populations de référence des années intermédiaires étant quant à elles estimées par interpolation ou extrapolation. Pour la commune, le premier recensement exhaustif entrant dans le cadre du nouveau dispositif a été réalisé en 2006.

En 2022, la commune comptait 339 habitants, en évolution de +13 % par rapport à 2016 (Savoie : +3,63 %, France hors Mayotte : +2,11 %).
| 1793 | 1800 | 1806 | 1822 | 1838 | 1848 | 1858 | 1861 | 1866 |
| ---- | ---- | ---- | ---- | ---- | ---- | ---- | ---- | ---- |
| 414  | 446  | 431  | 451  | 630  | 566  | 535  | 522  | 473  |

| 1872 | 1876 | 1881 | 1886 | 1891 | 1896 | 1901 | 1906 | 1911 |
| ---- | ---- | ---- | ---- | ---- | ---- | ---- | ---- | ---- |
| 426  | 401  | 403  | 381  | 401  | 375  | 363  | 331  | 300  |

| 1921 | 1926 | 1931 | 1936 | 1946 | 1954 | 1962 | 1968 | 1975 |
| ---- | ---- | ---- | ---- | ---- | ---- | ---- | ---- | ---- |
| 274  | 261  | 258  | 244  | 240  | 220  | 196  | 186  | 164  |

| 1982 | 1990 | 1999 | 2006 | 2011 | 2016 | 2021 | 2022 | - |
| ---- | ---- | ---- | ---- | ---- | ---- | ---- | ---- | - |
| 161  | 177  | 228  | 277  | 296  | 300  | 326  | 339  | - |

### Enseignement
La commune est rattachée à l'académie de Grenoble.

## Culture locale et patrimoine

### Lieux et monuments
- Château de Verel-de-Montbel : sous la montagne de l'Épine, ruines d'un château[12],[13].
- Église paroissiale.

Paysages de Verel-de-Montbel au pied des falaises du Banchet
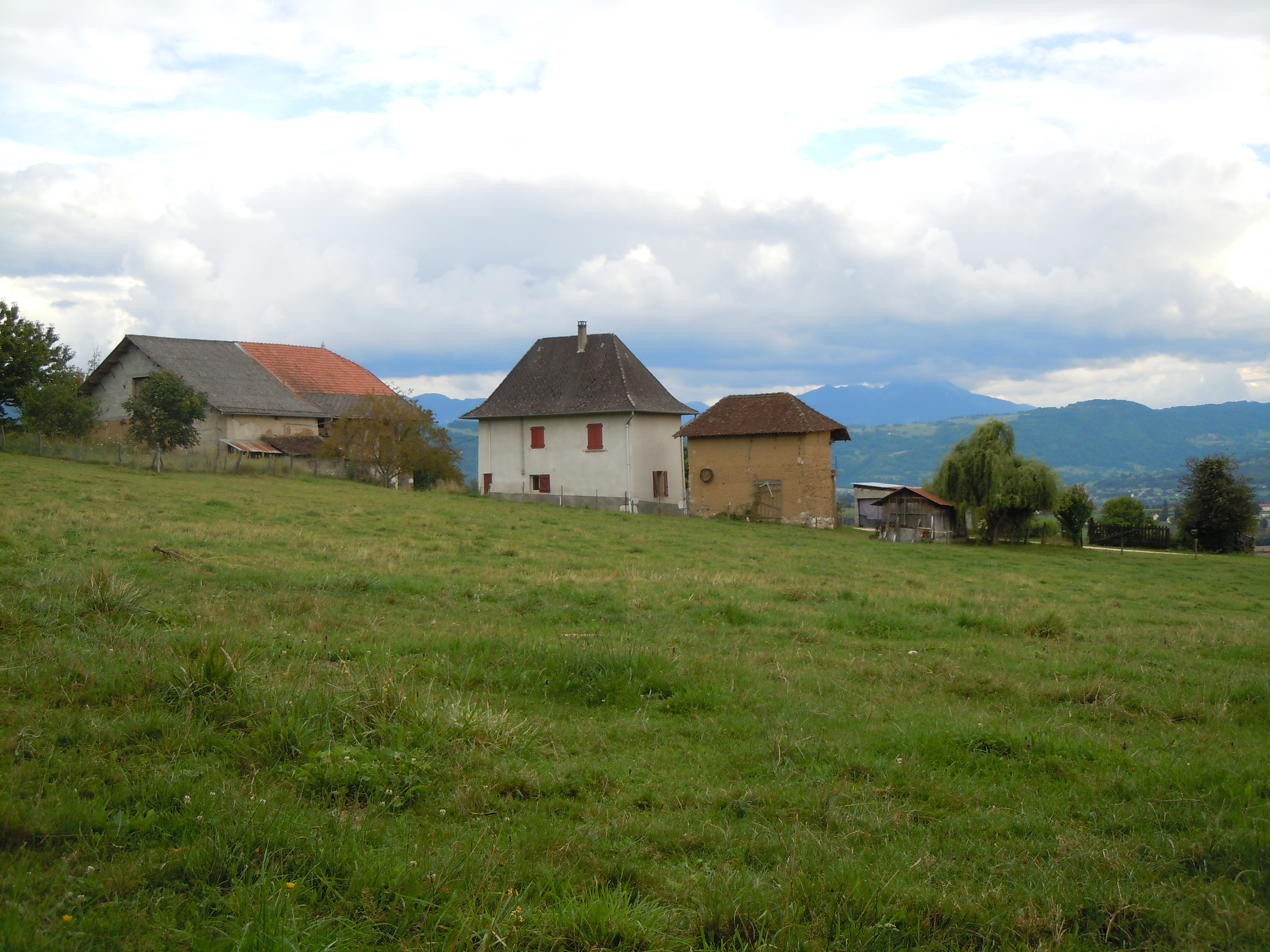
Le Berthet.
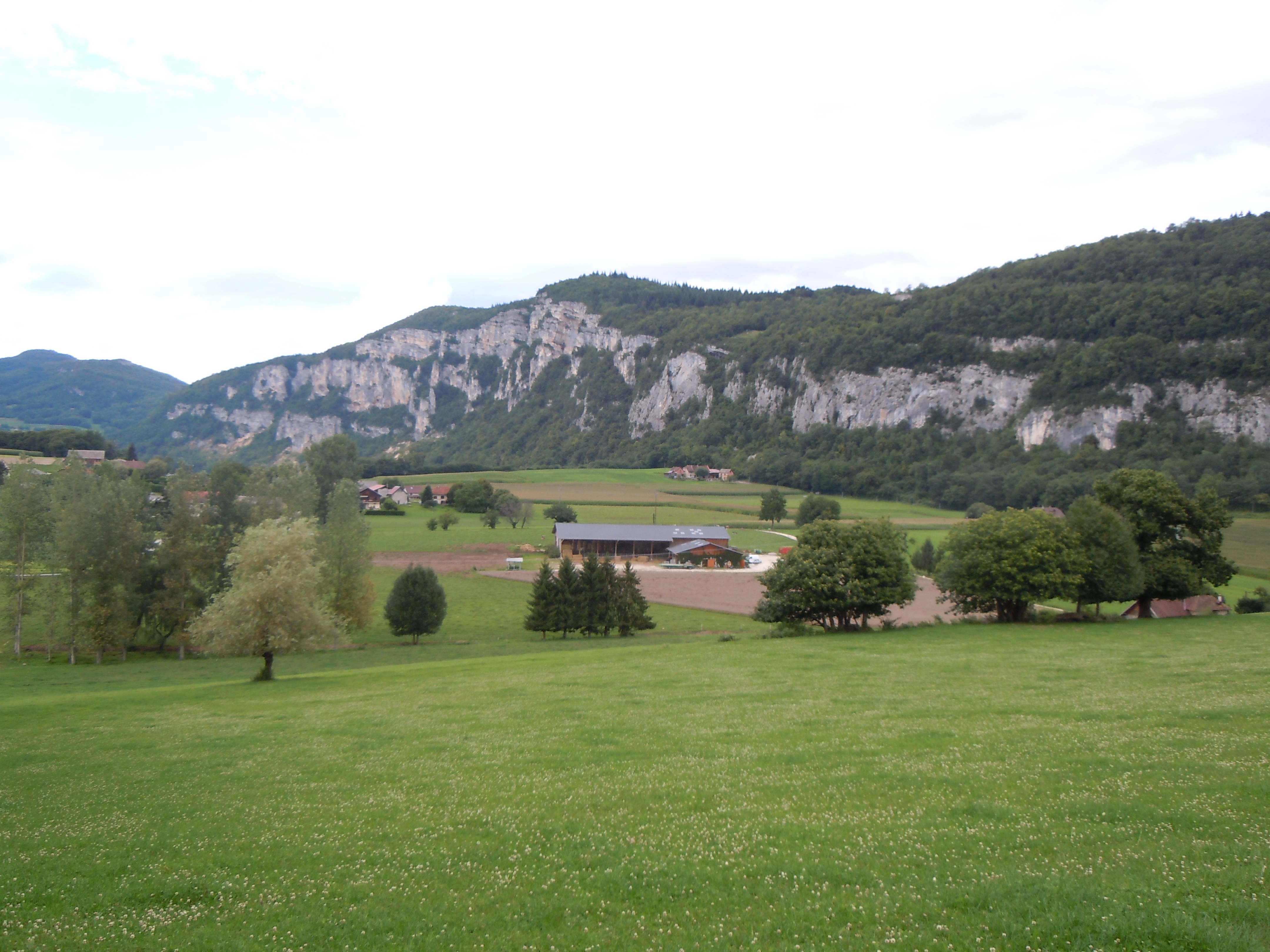
L'Étang.
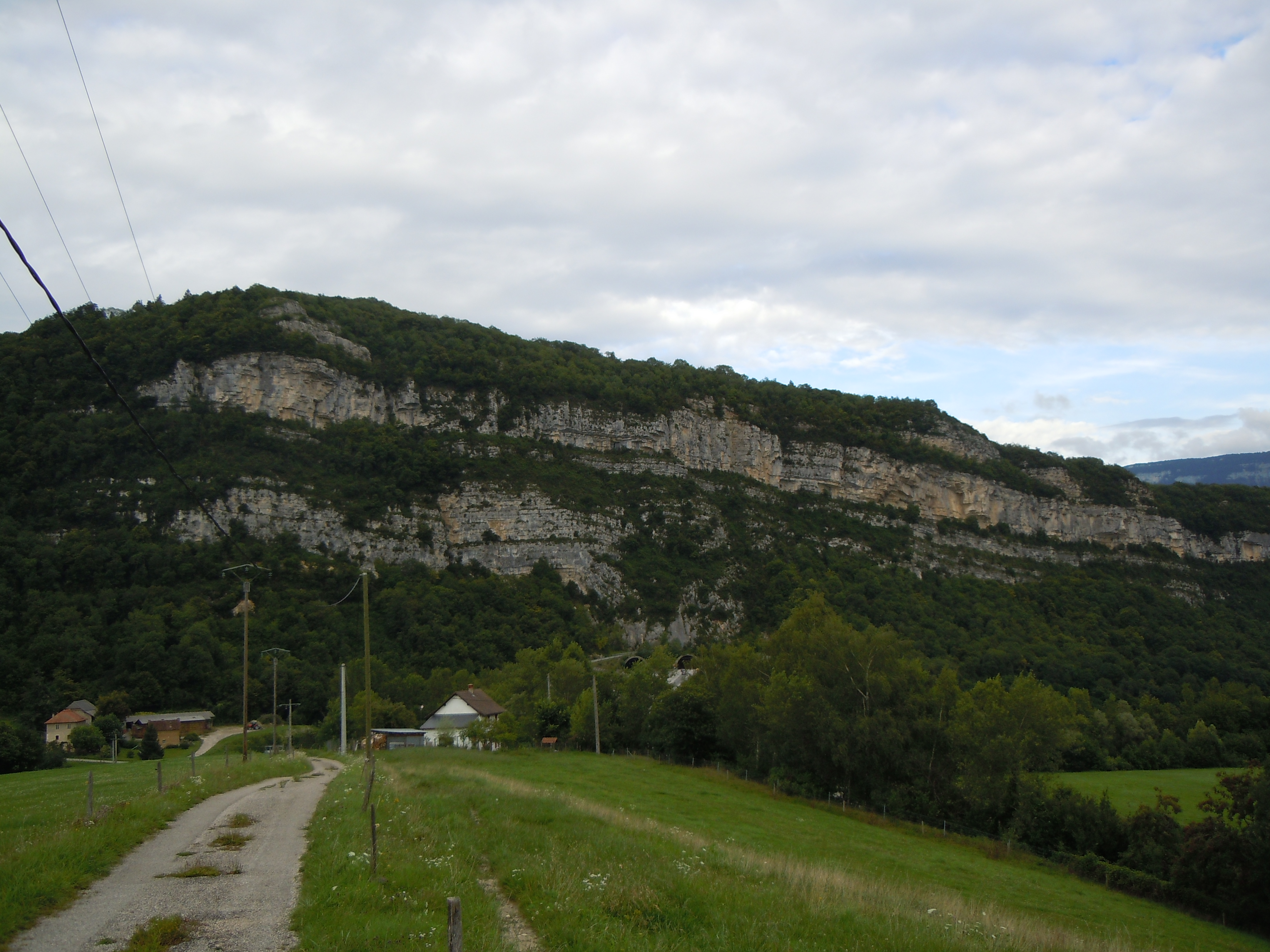
Le Beaugeru.
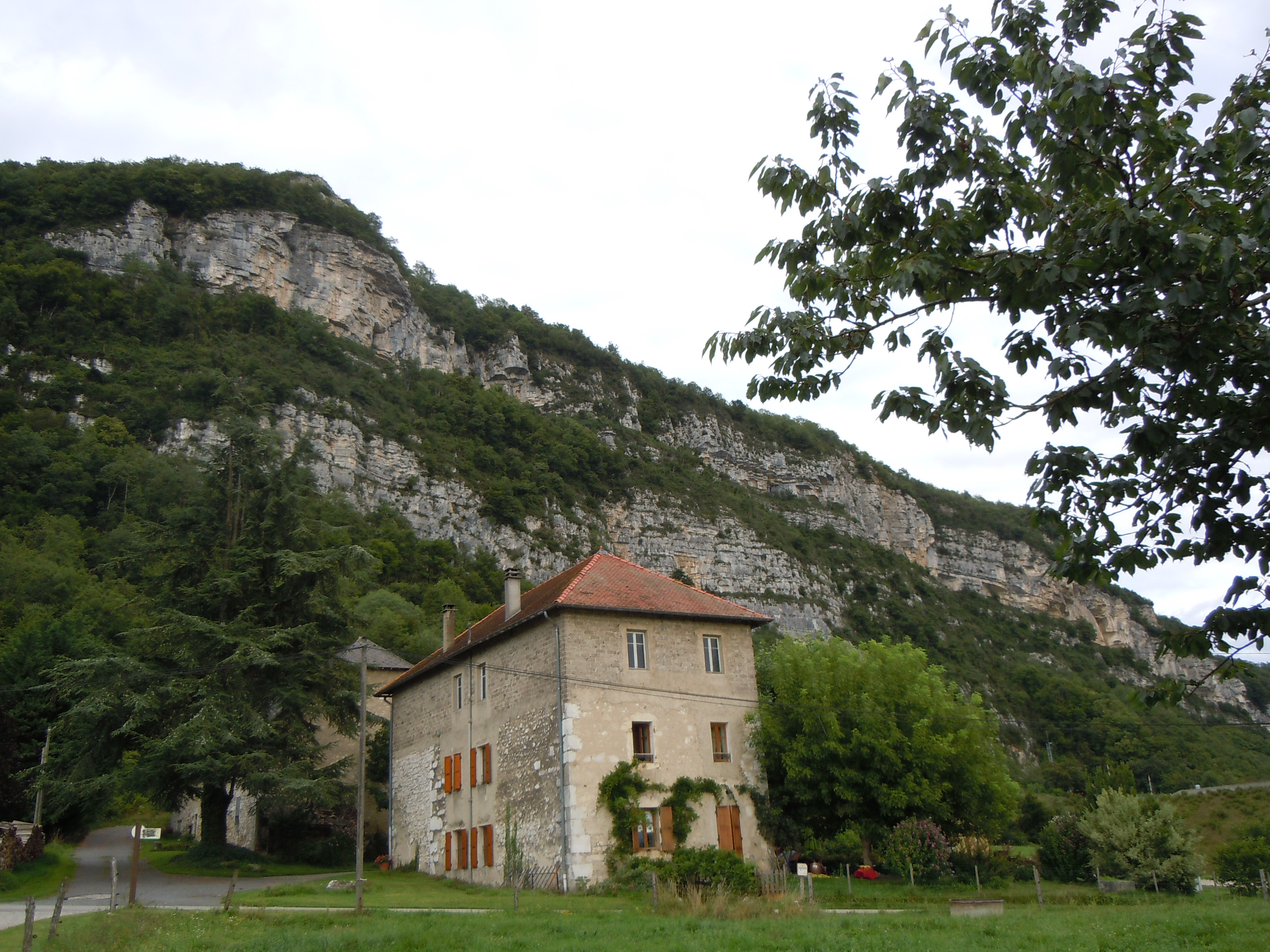
Le Banchet.
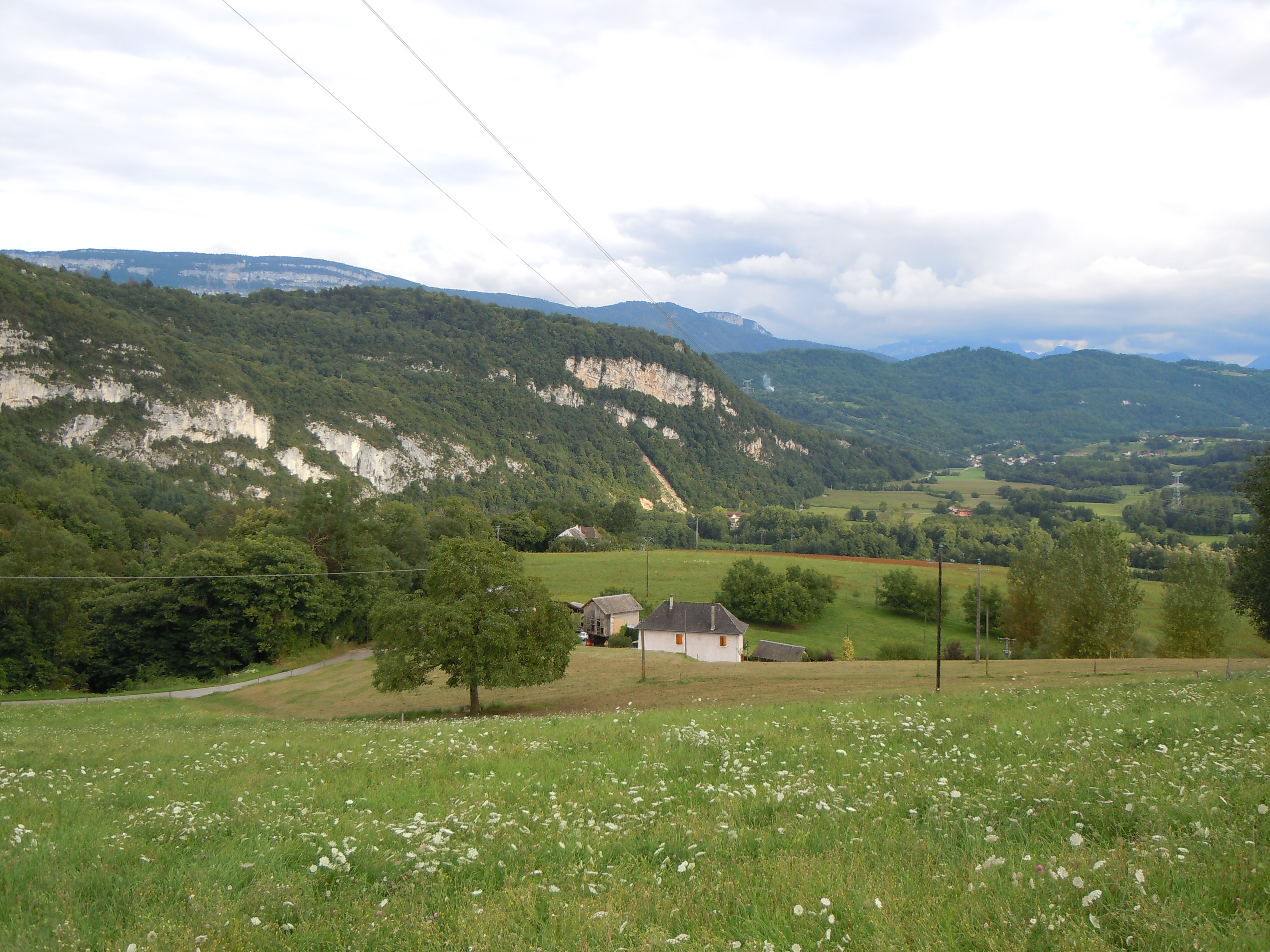
Le Buffet.

### Zones naturelles protégées
Les falaises et grottes du col de la Crusille et du col du Banchet et l'Étang de la Vavre, Cours du Tier et buisson Rond sont classés zones naturelles d'intérêt écologique, faunistique et floristiquede type I.
Les zones humides, pelouses, landes et falaises de l'Avant-Pays savoyard sont aussi classées site d'importance communautaire Natura 2000.

### Personnalités liées à la commune
- Louis Mandrin.
- Yaneck Fritsch.